# Língua ambel
Ambel (Amber), também chamada Waigeo conforme a ilha onde é falada principalmente, é uma língua austronésias fortemente influenciada pelas línguas papuas falada na ilha de Waigeo no arquipélago das ilhas Raja Ampat perto do noroeste ponta da Nova Guiné Ocidental, Indonésia

## Falantes
É falada por aproximadamente 1.600 pessoas. Está em perigo de extinção, pois a população está mudando para o Malaio Papuano e poucas pessoas nascidas após o ano 2000 tem algum conhecimento do  dioma.

## Dialetos
Ambel é falado por aproximadamente 1.600 pessoas em Waigeo, Existem dois dialetos de Ambel:
- Metsam Ambel, falado nas duas aldeias de Warsamdin e Kalitoko na Ilha Waigeo
- Metnyo Ambel, falado nas nove aldeias de Warimak, Waifoi, Kabilo, Go, Kapadiri, Kabare, Bonsayor, Darumbab e Andey na Ilha Waigeo

Os falantes de Ambel vivem ao lado de falantes de língua Biak nas três aldeias de Warsamdin, Kabare e Andey.

## Distribuição
Ambel é falado nos seguintes distritos em Raja Ampat:
- Waigeo Utara: vilas Kabare e Kapadiri.
- Teluk Manyalibit: vilas Kabilol, Go, Waifoy, Warimak, Kalitoko e Warsamdin.

## Escrita
A língua usa uma versão do alfabeto latino bem simplificada, a qual não tem as letras C, F, J, P, Q, V, X, Z.  O  C é usado somente para palavras de origem estrangeira. O mesmo vale para as formas Dj, Ng e Ny.

## Fonologia
Assim é a fonologia da língua:
|           | Labial | Dental/ Alveolar | Palatal | Velar |
| --------- | ------ | ---------------- | ------- | ----- |
| Plosiva   | p b    | t̪ d              |         | k g   |
| Fricativa |        | s                |         | h     |
| Nasal     | m      | n                |         |       |
| Rótica    |        | r                |         |       |
| Lateral   |        | l                |         |       |
| Semivogal |        |                  | j       | w     |

/h/ can be heard as [f] or [ɸ] in free variation.
|         | Anterior | Posterior |
| ------- | -------- | --------- |
| Fechada | i        | u         |
| Medial  | e        | o         |
| Aberta  | a        | a         |

Arnold (2018) reconstrói dois tons para proto-Ambel, /3/ alto e /12/ crescente, que é semelhante ao sistema tonal de Ma'ya.

## Léxico
A seguir  estão algumas formas lexicais reconstruídas proto-Ambel, são monossilábicas que têm cognatos com as línguas Matbat] e Ma'ya. O dialeto Misool é dado para algumas formas Ma'ya.

'folha de bétel' || *nyan || na1n || nya12n

| Significado    | Proto-Ambel | Matbat                      | Ma'ya            |
| -------------- | ----------- | --------------------------- | ---------------- |
| 'peito'        | –           | su3                         | ˈsu3s            |
| 'canoa'        | *com        | wa3ŋ                        | wa12k            |
| 'venha'        | –           | bo3t                        | ˈbo3t            |
| 'morrer'       | *mna3t      | ma12t                       | ˈma12t           |
| 'oito'         | *wa3l       | -wa3l                       | wa3l             |
| 'entrar'       | *sol        | hu3ŋ                        | ˈsu3n            |
| 'fogo'         | *volta      | ya3p                        | ˈla12p           |
| 'peixe'        | *mas        | –                           | ˈdo3n            |
| 'cinco'        | *lim        | li3m                        | ˈli3m            |
| 'quatro'       | *fa3t       | fa3t                        | ˈfa12t           |
| 'cheio'        | *telefone   | fo3n                        | ˈfo12n           |
| 'dar'          | *bi         | be21                        | ˈser (Misool)    |
| 'bom'          | *e          | fi3                         | ˈfi3             |
| «verde/azul»   | *bya3w      | bla12w                      | –                |
| 'terra, terra' | *ba3t       | ba3t                        | ˈba12t           |
| 'ouvir'        | –           | no41ŋ                       | ˈdo12n           |
| 'matar'        | *pão        | bu3n                        | ˈbu3n            |
| 'saber'        | *un         | -u21n                       | -un (Missool)    |
| 'piolho'       | *o12wt      | wu3t                        | u3t              |
| 'homem'        | *ma3n       | (wa3y)ma21n                 | ˈma12n (Missool) |
| 'mãe'          | *ne3n       | ne3n                        | ne12n            |
| 'montanha'     | *i3l        | he3l                        | ˈye3l            |
| 'boca'         | –           | ga21l                       | menina           |
| 'muito'        | –           | para12                      | ˈmo12t           |
| 'agulha'       | *inhame     | la1m                        | –                |
| 'noite'        | *gam        | ka1m                        | –                |
| 'pessoa'       | *me3t       | ma3t                        | esteira          |
| 'arroz'        | *fa         | fa3s                        | ˈfa12s           |
| 'subir,        | *sa         | ascender'                   | ha3 ˈsa3         |
| 'sagu'         | *bi12       | –                           | ˈbi3             |
| 'areia'        | *linha      | ye3n                        | le12n            |
| 'mar           | *fi3n       | tartaruga'                  | fe3n ˈfe3n       |
| 'mar'          | –           | lo3l                        | lo3l             |
| 'ver'          | *e3m        | -ɛ3ŋ                        | -ˈe12m           |
| 'atirar'       | –           | -a1n                        | ˈfa12n           |
| 'cobra'        | *coque      | ko3k                        | ko12k            |
| 'nadar'        | *la3        | la3s                        | -ˈa12s (Missoul) |
| 'três'         | *tu3l       | to3l                        | ˈto3l            |
| 'árvore,       | *a3y        | madeira'                    | ha3y ˈai         |
| 'dois'         | *lu         | lu3                         | ˈlu3             |
| 'aldeia'       | *nu 'casa'  | nu3                         | ˈpnu3            |
| 'andar'        | *ta3n       | –                           | Dak (Missool)    |
| 'branco'       | *ônibus     | bu3                         | ˈbu3s            |
| 'mulher'       | *bin        | (wa1t)bi3n 'tipo de mangue' | ˈpi3n            |